# Laredo Aviron Club
Laredo Aviron Club est un club sportif cantabre qui a disputé des régates dans toutes les catégories et disciplines de banc fixe, en batels, trainerillas et trainières.

## Histoire

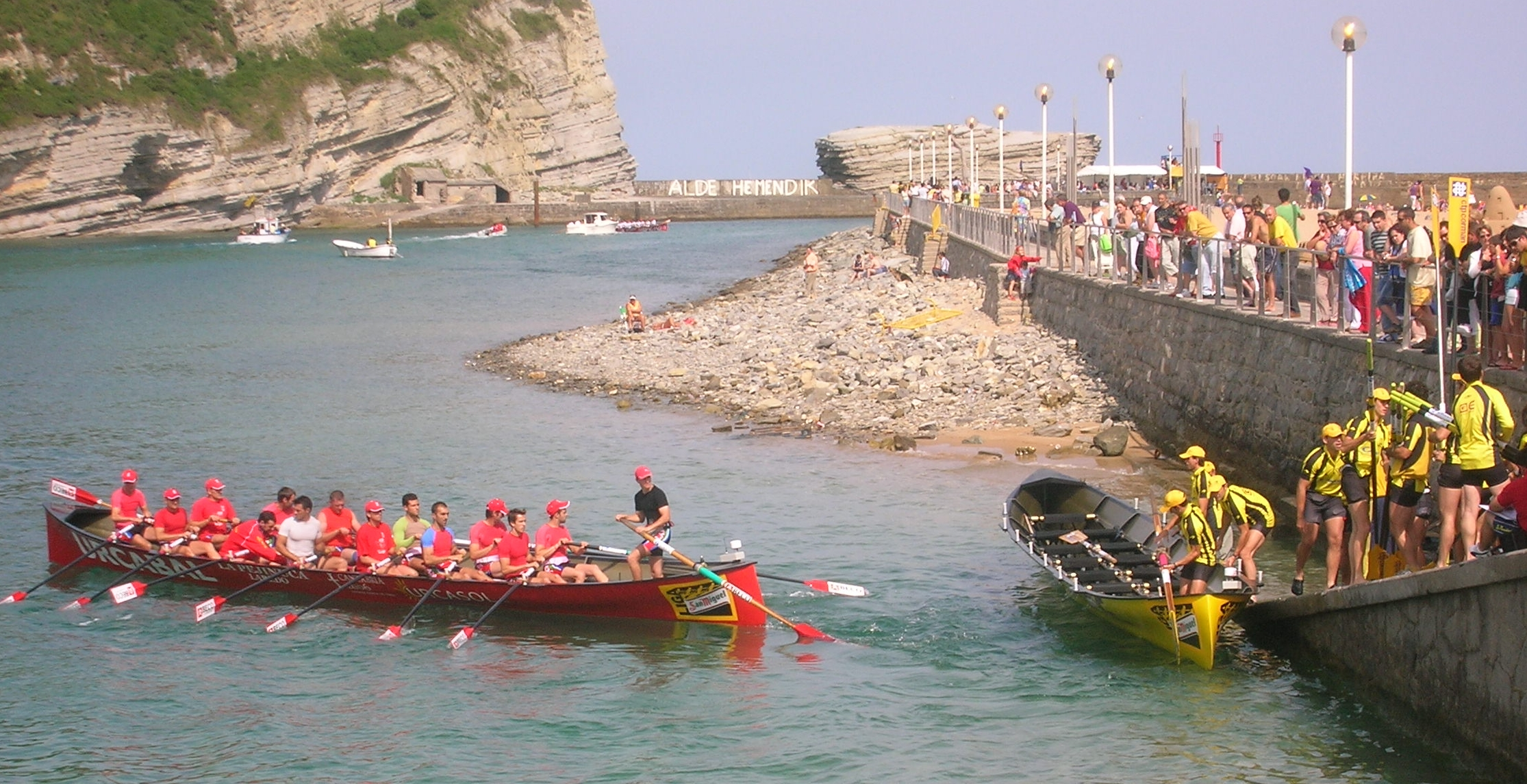
Drapeau de Plentzia.

Le club a commencé à participer avec une traînière pendant les années 1975, 1976, 1977, 1978, 1979 et 1981 avec le nom « Pejinuca », obtenant sa meilleure place de troisième dans la Coupe de 1976 et dans le Drapeau Villa de Bilbao en 1978. Cette année, il obtient le vice-championnat régional derrière Astillero et la seconde place au Grand prix d'Astillero (GP d'Astillero),. À partir de 1981, il ne met pas de traînière à l'eau mais en 2003, ils ont un équipage pour concourir.
En 2005, la traînière de Laredo est la quatrième qualifiée dans la ligue Basque (l'actuelle Ligue ARC). En 2006, étant donné la sortie de la Ligue San Miguel de la Société sportive d'aviron Astillero par les organisateurs et selon les statuts, le club le premier classé de la même zone géographique de l'équipe sortie de la ligue. Par conséquent Laredo qui est placé avant le Club d'aviron Ciudad de Santander est monté à la Ligue San Miguel. Ils avaient aussi gagné en outre le play-off de la Ligue ARC. Cette saison, le club se classe second dans le Drapeau de Santander.
En 2006, les résultats n'ont pas été aussi bons et ils terminent avant-derniers dans la ligue. Ils disputent le play-off de descente à la ligue ARC. Dans ce play-off, Laredo est confronté à San Pedro, qui avait gagné la Ligue ARC, à Samertolameu qui avait gagné la ligue galicienne et à San Juan qui était juste derrière Laredo dans la Ligue San Miguel. Dans la première régate du play-off, San Pedro est vainqueur et en seconde position, à 11 secondes, Laredo. Dans la seconde journée, tout se décide et le vainqueur est encore San Pedro obligeant Laredo à rester second ou troisième au cas où le second serait Koxtape. C'est ce qui produit, Koxtape est second à une seconde de San Pedro. Laredo reste en troisième position à seulement 7 secondes du premier. Ainsi, Laredo a dépassé Koxtape et Samertolameu et se maintient dans la Ligue San Miguel.
En 2007, le niveau montré a été supérieur aux précédentes et n'ont pas autant de problèmes pour se maintenir dans la division. Ils seront finalement dixièmes et évitent le play-off.
En 2008, ils sont douzième et dans le play-off, ils perdent le droit de participer à la Ligue ACT. En automne, l'équipe est dissoute car économiquement incapable de payer ses dettes.

## Palmarès
- 1 Drapeau Prince des Asturies: 2003
- 1 Drapeau Mairie de Gozón: 2005
- 1 Drapeau Centenaire de La Voz de Avilés: 2007
- 1re Journée classificatrice Cantabre ARC
- 2e Journée classificatrice Cantabre ARC

### Sources
- (es) Cet article est partiellement ou en totalité issu de l’article de Wikipédia en espagnol intitulé « Laredo Remo Club » (voir la liste des auteurs).